# 강기석 (산악인)
강기석(1978년 9월 10일 ~ 2011년 10월 18일)은 대한민국의 산악인이다. 
1997년 안동대학교 기계공학부에 입학, 2006년에 졸업하였다. 그는 박영석, 신동민과 함께 2011년 안나푸르나 남벽 '코리아 신루트'를 개척하다가 동년 10월 18일에 '안나푸르나 남벽 5800m 부근에서 A.B.C로 하산하겠다.'는 마지막 교신을 남긴 채 실종, 고국으로 돌아오지 못하고 죽었다. 대한산악연맹은 국내에서 2차로 구조대를 파견하는 등 수색·구조작업에 총력을 기울였지만 끝내 이들의 흔적을 찾지 못했다. 합동 영결식은 동년 11월 3일, 서울대학교병원에서 열렸으며, 문화체육관광부에서는 그에게 체육훈장 거상장을 수여했다.

## 학력
- 1991년 안동영가초등학교 졸업
- 1994년 안동중학교 졸업
- 1997년 안동고등학교 졸업
- 2006년 국립경국대학교 기계공학부 기계공학과 학사

## 경력
- 2003년 히말라야 로체 (8,516m) 서벽 등정
- 2006년 히말라야 로체 (8,516m) 남벽 등반
- 2008년 파키스탄 가셔브룸 2 (8,035m) 등반
- 2008년 에베레스트 (8,848m) 남서벽 등반
- 2009년 에베레스트 (8,848m) 남서벽 코리안 신루트 등정

## 서훈 내역
- 2011년 체육훈장 거상장